# إيما س. تشابيل
إيما س. تشابيل (بالإنجليزية: Emma C. Chappell)‏ هي مصرفية أمريكية، ولدت في 18 فبراير 1941.